# Toubkal
De Toubkal (Berbers: ⵜⵓⴱⵇⴰⵍ, Arabisch: توبقال) is een bergtop in zuidwestelijk Marokko. Met een hoogte van 4167 m is het de hoogste berg van het Atlasgebergte en van Marokko. Tevens vormt dit gebergte het hoogste punt in Noord-Afrika en de Arabische wereld. De berg ligt 63 km ten zuidoosten van de stad Marrakesh, in het Nationale Park Toubkal. Bergbeklimmers kunnen gekwalificeerde lokale gidsen en muilezels huren om apparatuur en voedsel te dragen.
In de winter is de berg bedekt met sneeuw en ijs en kunnen er lawines plaatsvinden.